# 1781 Van Biesbroeck
För andra betydelser, se Van Biesbroeck.
1781 Van Biesbroeck eller A906 UB är en asteroid i huvudbältet, som upptäcktes 17 oktober 1906 av den tyska astronomen August Kopff i Heidelberg. Den har fått sitt namn efter den belgisk-amerikanske astronomen George Van Biesbroeck.
Asteroiden har en diameter på ungefär 8 kilometer.